# Ústav technologie a spolehlivosti strojních konstrukcí ČSAV
Ústav technologie a spolehlivosti strojních konstrukcí byl založen v roce 1957 jako jeden z nových ústavú Československé akademie věd a byl zrušen v roce 1993, kdy přešel pod stejným názvem pod Západočeskou univerzitu. Ústav se zabýval podle dochovaných materiálů zkušebnictvím a přípravou technických norem. 